# Copa Real Federación Española de Fútbol 2020
La Copa Real Federación Española de Fútbol 2020 fue la 28.ª edición de dicha competición, correspondiente a la temporada 2020-21. Se trata de la segunda edición en la que no se permite la participación de equipos filiales en la fase nacional.

## Fase autonómica
Esta fase se desarrollará a nivel autonómico y podrán participar todos los clubes (incluido los filiales, de quedar ganador pasaría el siguiente equipo no filial) de Segunda B de la pasada temporada, así como los clubes de Tercera División que no se hayan clasificado bien a la Copa del Rey, o bien a la fase nacional de la Copa RFEF. Las federaciones regionales se encargarán de su organización debiendo notificar a la RFEF, no más tarde del 4 de octubre de 2020, los nombres de los equipos que se clasifican para la fase nacional.

### Andalucía
Copa RFAF 2020-21:
| Clasificados a la Fase nacional C. D. Utrera y U. D. Ciudad de Torredonjimeno. |

### Aragón
Final
| Local      | Resultado      | Visitante  |
| ---------- | -------------- | ---------- |
| S. D. Ejea | 1-1 (5:3 pen.) | C. D. Brea |

| Campeón Sociedad Deportiva Ejea 2.° título Clasificado a la Fase Nacional |

### Asturias
Primera Ronda
| Local            | Resultado | Visitante       |
| ---------------- | --------- | --------------- |
| S. D. Lenense    | 1-2       | C. D. Tuilla    |
| Navarro C. F.    | 0-2       | Urraca C. F.    |
| Gijón Industrial | 0-0       | C. D. Mosconia  |
| Condal Club      | 1-1       | L'Entregu C. F. |

- Exentos: C. D. Llanes, Marino de Luanco, C. D. Covadonga y Caudal Deportivo.
- En caso de empate, pasa de ronda el mejor clasificado en liga la temporada anterior.

Segunda Ronda
| Local            | Resultado | Visitante        |
| ---------------- | --------- | ---------------- |
| L'Entregu C. F.  | 1-0       | C. D. Llanes     |
| Gijón Industrial | 0-4       | Marino de Luanco |
| Urraca C. F.     | 2-0       | C. D. Covadonga  |
| C. D. Tuilla     | 1-1       | Caudal Deportivo |

- En caso de empate, pasa de ronda el mejor clasificado en liga la temporada anterior.

Semifinales
| Local            | Resultado | Visitante        |
| ---------------- | --------- | ---------------- |
| L'Entregu C. F.  | 0-1       | Caudal Deportivo |
| Marino de Luanco | 1-0       | Urraca C. F.     |

Final
| Local            | Resultado | Visitante        |
| ---------------- | --------- | ---------------- |
| Caudal Deportivo | 1-0       | Marino de Luanco |

| Campeón Caudal Deportivo 4.° título Clasificado a la Fase Nacional |

### Baleares
No disputado

### Canarias
No disputado

### Cantabria
No disputado

### Castilla - La Mancha
Cuartos de Final
| Local           | Resultado      | Visitante                      |
| --------------- | -------------- | ------------------------------ |
| C. F. La Solana | 0-0 (3:4 pen.) | Calvo Sotelo Puertollano C. F. |
| C. D. Toledo    | 1-0            | C. D. Torrijos                 |
| C. D. Azuqueca  | 1-1 (4:3 pen.) | C. D. Guadalajara              |
| U. B. Conquense | 2-2 (6:5 pen.) | C. D. Tarancón                 |

Semifinales
| Local                          | Resultado      | Visitante       |
| ------------------------------ | -------------- | --------------- |
| Calvo Sotelo Puertollano C. F. | 2–2 (4:3 pen.) | C. D. Toledo    |
| C. D. Azuqueca                 | Suspendido*    | U. B. Conquense |

(*) El C. D. Azuqueca no pudo disputar el partido.
Final
| Local                          | Resultado | Visitante       |
| ------------------------------ | --------- | --------------- |
| Calvo Sotelo Puertollano C. F. | 1-0       | U. B. Conquense |

| Campeón Calvo Sotelo de Puertollano Club de Fútbol 1.° título Clasificado a la Fase Nacional |

### Castilla y León
Semifinales
| Local                   | Resultado | Visitante         |
| ----------------------- | --------- | ----------------- |
| Unionistas de Salamanca | 1–0       | U. D. Santa Marta |
| Arandina C. F.          | 2–1       | C. D. Bupolsa     |

Final
| Local                   | Resultado | Visitante      |
| ----------------------- | --------- | -------------- |
| Unionistas de Salamanca | 3–1       | Arandina C. F. |

| Campeón Unionistas de Salamanca Club de Fútbol 1.° título Clasificado a la Fase Nacional |

### Cataluña
No disputado

### Extremadura
Primera Ronda
| Local             | Resultado | Visitante             |
| ----------------- | --------- | --------------------- |
| U. D. Montijo     | 3-0       | C. D. Calamonte       |
| E. M. D. Aceuchal | 3-0       | Extremadura U. D. "B" |

Segunda Ronda
| Local                  | Resultado      | Visitante         |
| ---------------------- | -------------- | ----------------- |
| C. P. Chinato          | 1-2            | U. P. Plasencia   |
| C. D. Miajadas         | 0-1            | C. F. Trujillo    |
| A. D. Llerenense       | 1-1 (5:4 pen.) | C. D. Azuaga      |
| Arroyo C. P.           | 1-1 (2:4 pen.) | Moralo C. P.      |
| U. D. Fuente de Cantos | 2-0            | Jerez C. F.       |
| Racing Valverdeño      | 2-2 (5:4 pen.) | Olivenza F. C.    |
| C. F. Campanario       | 1-0            | C. P. Valdivia    |
| U. D. Montijo          | 1-0            | E. M. D. Aceuchal |

Cuartos de Final
| Local            | Resultado      | Visitante              |
| ---------------- | -------------- | ---------------------- |
| U. D. Montijo    | 0-0 (4:3 pen.) | U. P. Plasencia        |
| C. F. Campanario | 1-1 (2:4 pen.) | A. D. Llerenense       |
| C. F. Trujillo   | 0-1            | U. D. Fuente de Cantos |
| Moralo C. P.     | 3-0            | Racing Valverdeño      |

Semifinales
| Local            | Resultado   | Visitante              |
| ---------------- | ----------- | ---------------------- |
| Moralo C. P.     | 1-0         | U. D. Montijo          |
| A. D. Llerenense | Suspendido* | U. D. Fuente de Cantos |

(*) La A. D. Llerenense no pudo disputar el partido.
Final
| Local        | Resultado | Visitante              |
| ------------ | --------- | ---------------------- |
| Moralo C. P. | 3-2       | U. D. Fuente de Cantos |

| Campeón Moralo Club Polideportivo 1.° título Clasificado a la Fase Nacional |

### Galicia
Semifinales
| Local            | Resultado | Visitante        |
| ---------------- | --------- | ---------------- |
| C. D. Estradense | 3–0       | Silva S. D.      |
| C. D. Pontellas  | 1–3       | Rápido de Bouzas |

Final
| Local            | Resultado      | Visitante        |
| ---------------- | -------------- | ---------------- |
| Rápido de Bouzas | 1–1 (6:5 pen.) | C. D. Estradense |

| Campeón Club Rápido de Bouzas 4.° título Clasificado a la Fase Nacional |

### La Rioja
Semifinal
| Local              | Resultado | Visitante    |
| ------------------ | --------- | ------------ |
| Casalarreina C. F. | 0–1       | Náxara C. D. |

- Exento: Club Deportivo Arnedo.

Final
| Local        | Resultado | Visitante    |
| ------------ | --------- | ------------ |
| Náxara C. D. | 0–1       | C. D. Arnedo |

| Campeón Club Deportivo Arnedo 1.° título Clasificado a la Fase Nacional |

### Madrid
Triangular (Grupo Único)
| Equipo                           | PJ | G | E | P | GF | GC | DG | Pts |
| -------------------------------- | -- | - | - | - | -- | -- | -- | --- |
| C. D. Móstoles URJC              | 2  | 1 | 1 | 0 | 1  | 0  | +1 | 4   |
| U. D. San Sebastián de los Reyes | 2  | 1 | 0 | 1 | 1  | 1  | 0  | 3   |
| Rayo Vallecano "B"               | 2  | 0 | 1 | 1 | 0  | 1  | -1 | 1   |

Resultados
| Local                            | Resultado | Visitante                        |
| -------------------------------- | --------- | -------------------------------- |
| Rayo Vallecano "B"               | 0-0       | C. D. Móstoles URJC              |
| Rayo Vallecano "B"               | 0-1       | U. D. San Sebastián de los Reyes |
| U. D. San Sebastián de los Reyes | 0-1       | C. D. Móstoles URJC              |

| Campeón Club Deportivo Móstoles U.R.J.C. 4.° título Clasificado a la Fase Nacional |

### Murcia
No disputado

### Navarra
Beti Kozkor K. E.
| Campeón Beti Kozkor Kirol Elkartea 1.° título Clasificado a la Fase Nacional |

### País Vasco
Semifinal
| Local         | Resultado | Visitante             |
| ------------- | --------- | --------------------- |
| Urdúliz F. T. | 0–1       | S. D. Balmaseda F. C. |

- Exento: Real Unión Club.

Final
| Local                 | Resultado | Visitante       |
| --------------------- | --------- | --------------- |
| S. D. Balmaseda F. C. | 1–0       | Real Unión Club |

| Campeón Sociedad Deportiva Balmaseda Fútbol Club 2.° título Clasificado a la Fase Nacional |

### Valencia
Triangular (Grupo Único)
| Equipo            | PJ | G | E | P | GF | GC | DG | Pts |
| ----------------- | -- | - | - | - | -- | -- | -- | --- |
| C. F. Intercity   | 2  | 1 | 1 | 0 | 3  | 0  | +3 | 4   |
| Villajoyosa C. F. | 2  | 1 | 1 | 0 | 1  | 1  | 0  | 4   |
| U. D. Alcira      | 2  | 0 | 0 | 2 | 0  | 4  | -4 | 0   |

Resultados
| Local             | Resultado | Visitante         |
| ----------------- | --------- | ----------------- |
| C. F. Intercity   | 3-0       | U. D. Alcira      |
| Villajoyosa C. F. | 0-0       | C. F. Intercity   |
| U. D. Alcira      | 0-1       | Villajoyosa C. F. |

| Campeón Club de Fútbol Intercity 1.° título Clasificado a la Fase Nacional |

## Fase nacional
La fase nacional está estructurada en cuatro cuadros clasificatorios, cada uno de los cuales se compone de ocho clubes según criterios de proximidad geográfica. En cada uno de los cuadros, se disputarán las eliminatorias correspondientes a dieciseisavos, octavos y cuartos de final.

### Equipos clasificados
Fuente: rfef.es/noticias
| Cuadro A | Cuadro B | Cuadro C | Cuadro D |
| --- | --- | --- | --- |
| Racing de Ferrol Salamanca C.F. U.D.S. U.D. Melilla Las Rozas C.F. S. D. Tenisca Unionistas de Salamanca Rápido de Bouzas C. D. Móstoles U.R.J.C. | Barakaldo C.F. S.D. Leioa U.P. Langreo Caudal Deportivo C. D. Tropezón C.D. Arnedo Beti Kozkor K.E. S. D. Balmaseda F. C. | C. D. Ebro U.E. Llagostera Gimnàstic de Tarragona S. D. Ejea Playas de Calviá C.F. Intercity Mar Menor F.C. | Villarrubia C.F. Real Murcia UCAM Murcia C.F. Recreativo de Huelva U.D.C. Torredonjimeno C.D. Utrera C.S. Puertollano Moralo C.P. |

### Ronda eliminatoria

#### Cuadro final
|  | Dieciseisavos de final         | Dieciseisavos de final         |                         |                        | Octavos de final   | Octavos de final   |  |                  | Cuartos de final                        | Cuartos de final                        |  |                 | Semifinales                  | Semifinales                  |  |                | Final                  | Final                  |  |
|  | 10, 11 y 14 de octubre de 2020 | 10, 11 y 14 de octubre de 2020 |                         |                        | 21 y 22 de octubre | 21 y 22 de octubre |  |                  | 28 de octubre y 11 de noviembre de 2020 | 28 de octubre y 11 de noviembre de 2020 |  |                 | 18 y 19 de noviembre de 2020 | 18 y 19 de noviembre de 2020 |  |                | 2 de diciembre de 2020 | 2 de diciembre de 2020 |  |
|  |                                |                                |                         |                        |                    |                    |  |                  |                                         |                                         |  |                 |                              |                              |  |                |                        |                        |  |
|  |                                |                                |                         |                        |                    |                    |  |                  |                                         |                                         |  |                 |                              |                              |  |                |                        |                        |  |
|  | Rápido de Bouzas               | 1                              |                         |                        |                    |                    |  |                  |                                         |                                         |  |                 |                              |                              |  |                |                        |                        |  |
|  | Rápido de Bouzas               | 1                              |                         |                        |                    |                    |  |                  |                                         |                                         |  |                 |                              |                              |  |                |                        |                        |  |
|  | U.D. Melilla                   | 4                              |                         |                        |                    |                    |  |                  |                                         |                                         |  |                 |                              |                              |  |                |                        |                        |  |
|  | U.D. Melilla                   | 4                              |                         | U.D. Melilla (p.)      | 2 (3)              |                    |  |                  |                                         |                                         |  |                 |                              |                              |  |                |                        |                        |  |
|  |                                |                                |                         | U.D. Melilla (p.)      | 2 (3)              |                    |  |                  |                                         |                                         |  |                 |                              |                              |  |                |                        |                        |  |
|  |                                |                                | Unionistas C.F.         | 2 (1)                  |                    |                    |  |                  |                                         |                                         |  |                 |                              |                              |  |                |                        |                        |  |
|  | C.D. Móstoles URJC             | 0                              | Unionistas C.F.         | 2 (1)                  |                    |                    |  |                  |                                         |                                         |  |                 |                              |                              |  |                |                        |                        |  |
|  | C.D. Móstoles URJC             | 0                              |                         |                        |                    |                    |  |                  |                                         |                                         |  |                 |                              |                              |  |                |                        |                        |  |
|  | Unionistas C.F.                | 1                              |                         |                        |                    |                    |  |                  |                                         |                                         |  |                 |                              |                              |  |                |                        |                        |  |
|  | Unionistas C.F.                | 1                              |                         |                        |                    |                    |  | U.D. Melilla     | 1                                       |                                         |  |                 |                              |                              |  |                |                        |                        |  |
|  |                                |                                |                         |                        |                    |                    |  | U.D. Melilla     | 1                                       |                                         |  |                 |                              |                              |  |                |                        |                        |  |
|  |                                |                                | Las Rozas C.F. (t.s.)   | 2                      |                    |                    |  |                  |                                         |                                         |  |                 |                              |                              |  |                |                        |                        |  |
|  | Las Rozas C.F. (t.s.)          | 3                              | Las Rozas C.F. (t.s.)   | 2                      |                    |                    |  |                  |                                         |                                         |  |                 |                              |                              |  |                |                        |                        |  |
|  | Las Rozas C.F. (t.s.)          | 3                              |                         |                        |                    |                    |  |                  |                                         |                                         |  |                 |                              |                              |  |                |                        |                        |  |
|  | Salamanca C.F.                 | 1                              |                         |                        |                    |                    |  |                  |                                         |                                         |  |                 |                              |                              |  |                |                        |                        |  |
|  | Salamanca C.F.                 | 1                              |                         | Las Rozas C.F.         | 3                  |                    |  |                  |                                         |                                         |  |                 |                              |                              |  |                |                        |                        |  |
|  |                                |                                |                         | Las Rozas C.F.         | 3                  |                    |  |                  |                                         |                                         |  |                 |                              |                              |  |                |                        |                        |  |
|  |                                |                                | S.D. Tenisca            | 1                      |                    |                    |  |                  |                                         |                                         |  |                 |                              |                              |  |                |                        |                        |  |
|  | S.D. Tenisca (t.s.)            | 3                              | S.D. Tenisca            | 1                      |                    |                    |  |                  |                                         |                                         |  |                 |                              |                              |  |                |                        |                        |  |
|  | S.D. Tenisca (t.s.)            | 3                              |                         |                        |                    |                    |  |                  |                                         |                                         |  |                 |                              |                              |  |                |                        |                        |  |
|  | Racing de Ferrol               | 2                              |                         |                        |                    |                    |  |                  |                                         |                                         |  |                 |                              |                              |  |                |                        |                        |  |
|  | Racing de Ferrol               | 2                              |                         |                        |                    |                    |  |                  |                                         |                                         |  | Las Rozas C.F.  | 1                            |                              |  |                |                        |                        |  |
|  |                                |                                |                         |                        |                    |                    |  |                  |                                         |                                         |  | Las Rozas C.F.  | 1                            |                              |  |                |                        |                        |  |
|  |                                |                                | S.D. Leioa              | 0                      |                    |                    |  |                  |                                         |                                         |  |                 |                              |                              |  |                |                        |                        |  |
|  | S.D. Leioa                     | 1                              | S.D. Leioa              | 0                      |                    |                    |  |                  |                                         |                                         |  |                 |                              |                              |  |                |                        |                        |  |
|  | S.D. Leioa                     | 1                              |                         |                        |                    |                    |  |                  |                                         |                                         |  |                 |                              |                              |  |                |                        |                        |  |
|  | Caudal Deportivo               | 0                              |                         |                        |                    |                    |  |                  |                                         |                                         |  |                 |                              |                              |  |                |                        |                        |  |
|  | Caudal Deportivo               | 0                              |                         | S.D. Leioa             | 2                  |                    |  |                  |                                         |                                         |  |                 |                              |                              |  |                |                        |                        |  |
|  |                                |                                |                         | S.D. Leioa             | 2                  |                    |  |                  |                                         |                                         |  |                 |                              |                              |  |                |                        |                        |  |
|  |                                |                                | U.P. Langreo            | 0                      |                    |                    |  |                  |                                         |                                         |  |                 |                              |                              |  |                |                        |                        |  |
|  | U.P. Langreo                   | 3                              | U.P. Langreo            | 0                      |                    |                    |  |                  |                                         |                                         |  |                 |                              |                              |  |                |                        |                        |  |
|  | U.P. Langreo                   | 3                              |                         |                        |                    |                    |  |                  |                                         |                                         |  |                 |                              |                              |  |                |                        |                        |  |
|  | Beti Kozkor                    | 0                              |                         |                        |                    |                    |  |                  |                                         |                                         |  |                 |                              |                              |  |                |                        |                        |  |
|  | Beti Kozkor                    | 0                              |                         |                        |                    |                    |  | S.D. Leioa       | 2                                       |                                         |  |                 |                              |                              |  |                |                        |                        |  |
|  |                                |                                |                         |                        |                    |                    |  | S.D. Leioa       | 2                                       |                                         |  |                 |                              |                              |  |                |                        |                        |  |
|  |                                |                                | C.D. Tropezón           | 1                      |                    |                    |  |                  |                                         |                                         |  |                 |                              |                              |  |                |                        |                        |  |
|  | S. D. Balmaseda F. C.          | 1                              | C.D. Tropezón           | 1                      |                    |                    |  |                  |                                         |                                         |  |                 |                              |                              |  |                |                        |                        |  |
|  | S. D. Balmaseda F. C.          | 1                              |                         |                        |                    |                    |  |                  |                                         |                                         |  |                 |                              |                              |  |                |                        |                        |  |
|  | Barakaldo C.F.                 | 0                              |                         |                        |                    |                    |  |                  |                                         |                                         |  |                 |                              |                              |  |                |                        |                        |  |
|  | Barakaldo C.F.                 | 0                              |                         | S. D. Balmaseda F. C.  | 0                  |                    |  |                  |                                         |                                         |  |                 |                              |                              |  |                |                        |                        |  |
|  |                                |                                |                         | S. D. Balmaseda F. C.  | 0                  |                    |  |                  |                                         |                                         |  |                 |                              |                              |  |                |                        |                        |  |
|  |                                |                                | C.D. Tropezón           | 2                      |                    |                    |  |                  |                                         |                                         |  |                 |                              |                              |  |                |                        |                        |  |
|  | C.D. Arnedo                    | 1                              | C.D. Tropezón           | 2                      |                    |                    |  |                  |                                         |                                         |  |                 |                              |                              |  |                |                        |                        |  |
|  | C.D. Arnedo                    | 1                              |                         |                        |                    |                    |  |                  |                                         |                                         |  |                 |                              |                              |  |                |                        |                        |  |
|  | C.D. Tropezón                  | 3                              |                         |                        |                    |                    |  |                  |                                         |                                         |  |                 |                              |                              |  |                |                        |                        |  |
|  | C.D. Tropezón                  | 3                              |                         |                        |                    |                    |  |                  |                                         |                                         |  |                 |                              |                              |  | Las Rozas C.F. | 1                      |                        |  |
|  |                                |                                |                         |                        |                    |                    |  |                  |                                         |                                         |  |                 |                              |                              |  | Las Rozas C.F. | 1                      |                        |  |
|  |                                |                                | U.E. Llagostera (t.s.)  | 2                      |                    |                    |  |                  |                                         |                                         |  |                 |                              |                              |  |                |                        |                        |  |
|  | U.E. Llagostera (t.s.)         | 2                              | U.E. Llagostera (t.s.)  | 2                      |                    |                    |  |                  |                                         |                                         |  |                 |                              |                              |  |                |                        |                        |  |
|  | U.E. Llagostera (t.s.)         | 2                              |                         |                        |                    |                    |  |                  |                                         |                                         |  |                 |                              |                              |  |                |                        |                        |  |
|  | S.D. Ejea                      | 1                              |                         |                        |                    |                    |  |                  |                                         |                                         |  |                 |                              |                              |  |                |                        |                        |  |
|  | S.D. Ejea                      | 1                              |                         | U.E. Llagostera (t.s.) | 2                  |                    |  |                  |                                         |                                         |  |                 |                              |                              |  |                |                        |                        |  |
|  |                                |                                |                         | U.E. Llagostera (t.s.) | 2                  |                    |  |                  |                                         |                                         |  |                 |                              |                              |  |                |                        |                        |  |
|  |                                |                                | Gimnàstic de Tarragona  | 1                      |                    |                    |  |                  |                                         |                                         |  |                 |                              |                              |  |                |                        |                        |  |
|  | C.D. Ebro                      | 0                              | Gimnàstic de Tarragona  | 1                      |                    |                    |  |                  |                                         |                                         |  |                 |                              |                              |  |                |                        |                        |  |
|  | C.D. Ebro                      | 0                              |                         |                        |                    |                    |  |                  |                                         |                                         |  |                 |                              |                              |  |                |                        |                        |  |
|  | Gimnàstic de Tarragona         | 2                              |                         |                        |                    |                    |  |                  |                                         |                                         |  |                 |                              |                              |  |                |                        |                        |  |
|  | Gimnàstic de Tarragona         | 2                              |                         |                        |                    |                    |  | U.E. Llagostera  | 3                                       |                                         |  |                 |                              |                              |  |                |                        |                        |  |
|  |                                |                                |                         |                        |                    |                    |  | U.E. Llagostera  | 3                                       |                                         |  |                 |                              |                              |  |                |                        |                        |  |
|  |                                |                                | Playas de Calviá        | 0                      |                    |                    |  |                  |                                         |                                         |  |                 |                              |                              |  |                |                        |                        |  |
|  | Platges de Calvià (p.)         | 1 (4)                          | Playas de Calviá        | 0                      |                    |                    |  |                  |                                         |                                         |  |                 |                              |                              |  |                |                        |                        |  |
|  | Platges de Calvià (p.)         | 1 (4)                          |                         |                        |                    |                    |  |                  |                                         |                                         |  |                 |                              |                              |  |                |                        |                        |  |
|  | C.F. Intercity                 | 1 (1)                          |                         |                        |                    |                    |  |                  |                                         |                                         |  |                 |                              |                              |  |                |                        |                        |  |
|  | C.F. Intercity                 | 1 (1)                          |                         | Platges de Calvià (p.) | 2 (5)              |                    |  |                  |                                         |                                         |  |                 |                              |                              |  |                |                        |                        |  |
|  |                                |                                |                         | Platges de Calvià (p.) | 2 (5)              |                    |  |                  |                                         |                                         |  |                 |                              |                              |  |                |                        |                        |  |
|  |                                |                                | Mar Menor F.C.          | 2 (2)                  |                    |                    |  |                  |                                         |                                         |  |                 |                              |                              |  |                |                        |                        |  |
|  | Mar Menor F.C.                 | -                              | Mar Menor F.C.          | 2 (2)                  |                    |                    |  |                  |                                         |                                         |  |                 |                              |                              |  |                |                        |                        |  |
|  | Mar Menor F.C.                 | -                              |                         |                        |                    |                    |  |                  |                                         |                                         |  |                 |                              |                              |  |                |                        |                        |  |
|  | Exento en esta ronda           | -                              |                         |                        |                    |                    |  |                  |                                         |                                         |  |                 |                              |                              |  |                |                        |                        |  |
|  | Exento en esta ronda           | -                              |                         |                        |                    |                    |  |                  |                                         |                                         |  | U.E. Llagostera | 2                            |                              |  |                |                        |                        |  |
|  |                                |                                |                         |                        |                    |                    |  |                  |                                         |                                         |  | U.E. Llagostera | 2                            |                              |  |                |                        |                        |  |
|  |                                |                                | UCAM Murcia C.F.        | 1                      |                    |                    |  |                  |                                         |                                         |  |                 |                              |                              |  |                |                        |                        |  |
|  | Real Murcia C.F.               | 0                              | UCAM Murcia C.F.        | 1                      |                    |                    |  |                  |                                         |                                         |  |                 |                              |                              |  |                |                        |                        |  |
|  | Real Murcia C.F.               | 0                              |                         |                        |                    |                    |  |                  |                                         |                                         |  |                 |                              |                              |  |                |                        |                        |  |
|  | C.S. Puertollano (t.s.)        | 1                              |                         |                        |                    |                    |  |                  |                                         |                                         |  |                 |                              |                              |  |                |                        |                        |  |
|  | C.S. Puertollano (t.s.)        | 1                              |                         | C.S. Puertollano       | 5                  |                    |  |                  |                                         |                                         |  |                 |                              |                              |  |                |                        |                        |  |
|  |                                |                                |                         | C.S. Puertollano       | 5                  |                    |  |                  |                                         |                                         |  |                 |                              |                              |  |                |                        |                        |  |
|  |                                |                                | U.D. Torredonjimeno     | 2                      |                    |                    |  |                  |                                         |                                         |  |                 |                              |                              |  |                |                        |                        |  |
|  | U.D. Torredonjimeno            | 1                              | U.D. Torredonjimeno     | 2                      |                    |                    |  |                  |                                         |                                         |  |                 |                              |                              |  |                |                        |                        |  |
|  | U.D. Torredonjimeno            | 1                              |                         |                        |                    |                    |  |                  |                                         |                                         |  |                 |                              |                              |  |                |                        |                        |  |
|  | Recreativo de Huelva           | 0                              |                         |                        |                    |                    |  |                  |                                         |                                         |  |                 |                              |                              |  |                |                        |                        |  |
|  | Recreativo de Huelva           | 0                              |                         |                        |                    |                    |  | C.S. Puertollano | 1                                       |                                         |  |                 |                              |                              |  |                |                        |                        |  |
|  |                                |                                |                         |                        |                    |                    |  | C.S. Puertollano | 1                                       |                                         |  |                 |                              |                              |  |                |                        |                        |  |
|  |                                |                                | UCAM Murcia C.F. (t.s.) | 2                      |                    |                    |  |                  |                                         |                                         |  |                 |                              |                              |  |                |                        |                        |  |
|  | Villarrubia C.F.               | 1                              | UCAM Murcia C.F. (t.s.) | 2                      |                    |                    |  |                  |                                         |                                         |  |                 |                              |                              |  |                |                        |                        |  |
|  | Villarrubia C.F.               | 1                              |                         |                        |                    |                    |  |                  |                                         |                                         |  |                 |                              |                              |  |                |                        |                        |  |
|  | C.D. Utrera                    | 0                              |                         |                        |                    |                    |  |                  |                                         |                                         |  |                 |                              |                              |  |                |                        |                        |  |
|  | C.D. Utrera                    | 0                              |                         | Villarrubia C.F.       | 0                  |                    |  |                  |                                         |                                         |  |                 |                              |                              |  |                |                        |                        |  |
|  |                                |                                |                         | Villarrubia C.F.       | 0                  |                    |  |                  |                                         |                                         |  |                 |                              |                              |  |                |                        |                        |  |
|  |                                |                                | UCAM Murcia C.F.        | 1                      |                    |                    |  |                  |                                         |                                         |  |                 |                              |                              |  |                |                        |                        |  |
|  | Moralo C.P.                    | 1                              | UCAM Murcia C.F.        | 1                      |                    |                    |  |                  |                                         |                                         |  |                 |                              |                              |  |                |                        |                        |  |
|  | Moralo C.P.                    | 1                              |                         |                        |                    |                    |  |                  |                                         |                                         |  |                 |                              |                              |  |                |                        |                        |  |
|  | UCAM Murcia C.F.               | 2                              |                         |                        |                    |                    |  |                  |                                         |                                         |  |                 |                              |                              |  |                |                        |                        |  |
|  | UCAM Murcia C.F.               | 2                              |                         |                        |                    |                    |  |                  |                                         |                                         |  |                 |                              |                              |  |                |                        |                        |  |
|  |                                |                                |                         |                        |                    |                    |  |                  |                                         |                                         |  |                 |                              |                              |  |                |                        |                        |  |

#### Dieciseisavos de final
Ronda disputada entre el 10, 11 y 14 de octubre de 2020 a partido único.
| Local                  | Resultado  | Visitante               |
| ---------------------- | ---------- | ----------------------- |
| Rápido de Bouzas       | 1–4        | U.D. Melilla            |
| C.D. Móstoles U.R.J.C. | 0–1        | Unionistas de Salamanca |
| Las Rozas C.F.         | 3–1 (t.s.) | Salamanca C.F. U.D.S.   |
| S.D. Tenisca           | 3–2 (t.s.) | Racing de Ferrol        |

| Local                 | Resultado | Visitante        |
| --------------------- | --------- | ---------------- |
| S.D. Leioa            | 1–0       | Caudal Deportivo |
| U.P. Langreo          | 3–0       | Beti Kozkor      |
| S. D. Balmaseda F. C. | 1–0       | Barakaldo C.F.   |
| C.D. Arnedo           | 1–3       | C.D. Tropezón    |

| Local             | Resultado    | Visitante              |
| ----------------- | ------------ | ---------------------- |
| U.E. Llagostera   | 2–1 (t.s.)   | S.D. Ejea              |
| C.D. Ebro         | 0–2          | Gimnàstic de Tarragona |
| Platges de Calvià | 1–1 (4:1 p.) | C.F. Intercity         |
| Mar Menor F.C.    | Exento       |                        |

| Local                 | Resultado  | Visitante            |
| --------------------- | ---------- | -------------------- |
| Real Murcia C.F.      | 0–1 (t.s.) | C.S. Puertollano     |
| U.D.C. Torredonjimeno | 1–0        | Recreativo de Huelva |
| Villarrubia C.F.      | 1–0        | C.D. Utrera          |
| Moralo C.P.           | 1–2        | UCAM Murcia C.F.     |

#### Octavos de final
Ronda disputada el 21 y 22 de octubre de 2020 a partido único.
| Local          | Resultado    | Visitante               |
| -------------- | ------------ | ----------------------- |
| U.D. Melilla   | 2–2 (3:1 p.) | Unionistas de Salamanca |
| Las Rozas C.F. | 3–1          | S.D. Tenisca            |

| Local                 | Resultado | Visitante     |
| --------------------- | --------- | ------------- |
| S.D. Leioa            | 2–0       | U.P. Langreo  |
| S. D. Balmaseda F. C. | 0–2       | C.D. Tropezón |

| Local             | Resultado    | Visitante              |
| ----------------- | ------------ | ---------------------- |
| U.E. Llagostera   | 2–1 (t.s.)   | Gimnàstic de Tarragona |
| Platges de Calvià | 2–2 (5:4 p.) | Mar Menor F.C.         |

| Local            | Resultado | Visitante             |
| ---------------- | --------- | --------------------- |
| C.S. Puertollano | 5–2       | U.D.C. Torredonjimeno |
| Villarrubia C.F. | 0–1       | UCAM Murcia C.F.      |

#### Cuartos de final
Ronda disputada el 28 de octubre y el 11 de noviembre de 2020 a partido único. Los equipos vencedores de esta ronda se clasificaron para la primera ronda de la Copa del Rey 2020-21.
| Local        | Resultado  | Visitante      |
| ------------ | ---------- | -------------- |
| U.D. Melilla | 1–2 (t.s.) | Las Rozas C.F. |

| Local      | Resultado | Visitante     |
| ---------- | --------- | ------------- |
| S.D. Leioa | 2–1       | C.D. Tropezón |

| Local           | Resultado | Visitante        |
| --------------- | --------- | ---------------- |
| U.E. Llagostera | 3–0       | Playas de Calviá |

| Local            | Resultado  | Visitante        |
| ---------------- | ---------- | ---------------- |
| C.S. Puertollano | 1–2 (t.s.) | UCAM Murcia C.F. |

#### Semifinales
Ronda disputada el 18 y 19 de noviembre de 2020 a partido único. Los equipos perdedores de esta ronda percibieron un premio de 12.020 €.
| Local          | Resultado | Visitante  |
| -------------- | --------- | ---------- |
| Las Rozas C.F. | 1–0       | S.D. Leioa |

| Local          | Resultado | Visitante        |
| -------------- | --------- | ---------------- |
| U.E.Llagostera | 2–1       | UCAM Murcia C.F. |

#### Final
Ronda disputada el 2 de diciembre de 2020 a partido único. El campeón recibirá un premio en metálico por importe de 90.152 €, mientras que el premio para el subcampeón será de 30.051 €.
| Local          | Resultado  | Visitante      |
| -------------- | ---------- | -------------- |
| Las Rozas C.F. | 1–2 (t.s.) | U.E.Llagostera |

| Final; 2 de diciembre de 2020, 18:00 | Las Rozas C.F.        | 1:2 (0:0; 0:0) (t. s.) | U.E. Llagostera                               | Polideportivo Dehesa de Navalcarbón, Las Rozas de Madrid |                                                         |
|                                      | - Carlos Indiano 112' | Reporte                | - 106' Youssef Zayzoun - 120+3' Sergio Cortés | Asistencia: 400 espectadores Árbitro(s): Miranda Bolaño  | Asistencia: 400 espectadores Árbitro(s): Miranda Bolaño |

| Campeón U.E. Llagostera |
| 1º. título              |

## Clasificados para laCopa del Rey 2020-21
Se clasifican los cuatro semifinalistas.
| Bandera de Cataluña | Bandera de la Comunidad de Madrid | Bandera del País Vasco | Bandera de la Región de Murcia |
| U. E. Llagostera    | Las Rozas C. F.                   | S. D. Leioa            | UCAM Murcia C. F.              |